# Caccia al ladro (serie televisiva)
Caccia al ladro è una serie televisiva distribuita sul canale Paramount Channel. Il primo trailer è stato pubblicato ad aprile 2019.
La serie si ispira all'omonimo film del 1955 di Alfred Hitchcock.
La serie è stata presentata in anteprima il 16 giugno al Filming Italy Sardegna Festival. Le prime due puntate sono state proiettate durante il Festival Fuoricinema-Fuoriserie che si è svolto a Milano.

## Trama
L'ex ladro professionista Juan Robles detto El Gato, viene richiamato da uno sconosciuto per risolvere l'enigma di un misterioso truffatore che agisce per conto suo, per il quale Juan cercherà di scoprire l'identità di questa persona che si spaccia per lui e ripulire la sua immagine. Al suo fianco ci sarà la moglie Lola Garay, anche lei detective e con la quale ha una relazione, ma che ignora la sua precedente vita.

## Episodi
| Stagione       | Episodi | Prima TV Argentina | Prima TV Italia |
| -------------- | ------- | ------------------ | --------------- |
| Prima stagione | 10      | 2019               | 2019            |